# Ян Цзіньгуй
Ян Цзіньгуй (30 вересня 1987) — тайванська плавчиня.
Учасниця Олімпійських Ігор 2004, 2008 років.